# Salvador Caetano
Grupo Salvador Caetano, S.G.P.S., S.A. — португальская фирма, изготовляющая автобусные кузова на шасси Volvo, MAN, DAF, Mercedes-Benz, IVECO-Pegaso и других. Была основана в 1946 году.

## Серия Algarve II
Наиболее широкая гамма Algarve II включает туристские и междугородные автобусы длиной 9-12 м с габаритной высотой 3350-3500 мм. Серия самых совершенных и комфортных 12-метровых туристских автобусов Delta изготовляется на всех выше указанных шасси и включает несколько вариантов с габаритной высотой 3700 мм, отличающихся планировкой и комплектацией салона.

## Серия Optimo
Optimo — лёгкая и простая серия автобусов средней вместимости, которая изготовляется практически на любых шасси по требованию покупателя и предлагается на экспорт во многие страны мира. В настоящее время эта 7,5-метровая модель вместимостью 21-25 человек выпускается в варианте Optimo III полной массой 6,3 т на шасси Toyota Coaster. Автобус оснащен 6-цилиндровым дизелем мощностью 132 л. с. с турбонаддувом, механической 5-ступенчатой коробкой передач, передней независимой торсионной подвеской и передними дисковыми тормозами. С 2000 года эта серия предлагается с двигателем в 136 л. с., 6-ступенчатой коробкой передач и более обтекаемым кузовом, разработанным компьютерным методом. Вторая серия Midi-Delta длиной 8,75 м и вместимостью 33-35 пассажиров базируется на 190-сильном шасси MAN.